# Monacos Grand Prix 1968
Monacos Grand Prix 1968 var det tredje av tolv lopp ingående i formel 1-VM 1968. 

## Resultat
1. Graham Hill, Lotus-Ford, 9 poäng
2. Richard Attwood, BRM, 6
3. Lucien Bianchi, Cooper-BRM, 4
4. Ludovico Scarfiotti, Cooper-BRM, 3
5. Denny Hulme, McLaren-Ford, 2

### Förare som bröt loppet
- John Surtees, Honda (varv 16, växellåda)
- Pedro Rodríguez, BRM (16, olycka)
- Jo Siffert, R R C Walker (Lotus-Ford) (11, differential)
- Jean-Pierre Beltoise, Matra (11, olycka)
- Piers Courage, Reg Parnell (BRM) (11, chassi)
- Dan Gurney, Eagle-Weslake (9, motor)
- Jochen Rindt, Brabham-Repco (8, olycka)
- Jack Brabham, Brabham-Repco (7, upphängning)
- Johnny Servoz-Gavin, Tyrrell (Matra-Ford) (3, bakaxel)
- Bruce McLaren, McLaren-Ford (0, olycka)
- Jackie Oliver, Lotus-Ford (0, olycka)

### Förare som ej kvalificerade sig
- Joakim Bonnier, Jo Bonnier (McLaren-BRM)
- Silvio Moser, Charles Vögele Racing (Brabham-Repco)